# Val till Kataloniens parlament
| Val till Kataloniens parlament |
| --- |
| Plenisalen i Kataloniens parlament. - Betydelse – val till Kataloniens parlament - År och antal – 1932 (1) samt 1980–2021 (13) - Funktion – konstituerar den lagstiftande delen av Generalitat de Catalunya |

Val till Kataloniens parlament är basen för mandatfördelningen i parlamentet, där man bland annat godkänner kandidaten till Kataloniens regionpresident och behandlar regionregeringens propositioner. Oftast har specifikt katalanska partier (utan motsvarighet på riksnivå) vunnit parlamentsvalen.

## Historik
Under tiden som katalansk republik på 1930-talet besattes parlamentet av 85 deputerade. Parlamentets ledamöter tillsattes första gången efter parlamentsvalet i november 1932, efter att Cortes Generales 9 september samma år godkänt Kataloniens autonomistatuter. Det katalanska självstyret – och med det regionens auktoritet – avskaffades genom falangisternas ockupation av Katalonien, något som skedde gradvis från april 1938.
Sedan parlamentets återetablerande 1980 som folkrepresentation i den autonoma spanska regionen har antalet deputerade varit 135. Från 1980 och till och med 2021 har 13 val till parlamentet arrangerats. Det senaste ägde rum 14 februari 2021, där majoriteten för de självständighetsivrande partierna i 2017 års val bekräftades.

## Republikanska parlamentet (1932–)
Nedan listas parlamentets sammansättning efter valet 20 november 1932. Absolut majoritet markeras med fetstil.
- ERC: 56 platser (65,88 %)
- LR: 16 platser (18,82 %)
- USC: 5 platser (5,88 %)
- PRAT: 4 platser (4,71 %)
- UDC: 1 plats (1,18 %)
- UC: 1 plats (1,18 %)
- PRF: 1 plats (1,18 %)
- PCR: 1 plats (1,18 %)

Totalt: 85 platser

## I:a parlamentet (1980–1984)
| Mandatfördelningen efter valen 1980 respektive 1984. |  | Mandatfördelningen efter valen 1980 respektive 1984. |
| Mandatfördelningen efter valen 1980 respektive 1984. |  |                                                      |

Efter återetableringen av Generalitat de Catalunya som regionstyre anordnades parlamentsval 20 mars 1980. Av totalt 4 432 776 röstberättigade valde 61,34 procent att delta i valet:
- CiU: 43 platser (27,83 %)
- PSC: 33 platser (22,43 %)
- PSUC: 25 platser (18,77 %)
- CC: 18 platser (10,61 %)
- ERC: 14 platser (8,90 %)
- PSA: 2 platser (2,66 %)

Totalt: 135 platser

## II:a parlamentet (1984–1988)
Valet ägde rum 29 april 1984. 4 494 340 var röstberättigade, och av dessa deltog 64,36 procent i valet:
- CiU: 72 platser (46,80 %)
- PSC: 41 platser (30,11 %)
- AP: 11 platser (7,70 %)
- PSUC: 6 platser (5,58 %)
- ERC: 5 platser (4,41 %)

Totalt: 135 platser

## III:e parlamentet (1988–1992)
| Mandatfördelningen efter valen 1988 respektive 1992. |  | Mandatfördelningen efter valen 1988 respektive 1992. |
| Mandatfördelningen efter valen 1988 respektive 1992. |  |                                                      |

Valet ägde rum 29 maj 1988. 4 564 389 var röstberättigade, och 59,37 procent deltog i valet:
- CiU: 69 platser (45,72 %)
- PSC: 42 platser (29,78 %)
- IC: 9 platser (7,76 %)
- AP: 6 platser (5,31 %)
- ERC: 6 platser (4,14 %)
- CDS: 3 platser (3,83 %)

Totalt: 135 platser

## IV:e parlamentet (1992–1995)
Valet ägde rum 15 mars 1992. 4 839 071 var röstberättigade, och 54,87 procent deltog i valet:
- CiU: 70 platser (46,19 %)
- PSC: 40 platser (27,55 %)
- ERC: 11 platser (7,96 %)
- IC: 7 platser (6,50 %)
- PPC: 7 platser (5,97 %)

Totalt: 135 platser

## V:e parlamentet (1995–1999)
| Mandatfördelningen efter valen 1995 respektive 1999. |  | Mandatfördelningen efter valen 1995 respektive 1999. |
| Mandatfördelningen efter valen 1995 respektive 1999. |  |                                                      |

Valet ägde rum 19 november 1995. 5 079 981 var röstberättigade, och 63,64 procent deltog i valet:
- CiU: 60 platser (40,95 %)
- PSC: 34 platser (24,88 %)
- PPC: 17 platser (13,08 %)
- ERC: 13 platser (9,49 %)
- ICV: 11 platser (9,71 %)

Totalt: 135 platser

## VI:e parlamentet (1999–2003)
Valet ägde rum 17 oktober 1999. 5 293 657 var röstberättigade, och 59,20 procent deltog i valet:
- CiU: 56 platser (37,70 %)
- PSC - CpC (Barcelona): 36 platser (30,33 %)
- PSC - CpC - IC-V (Tarragona, Lleida i Girona): 16 platser (7,52 %)
- PPC: 12 platser (9,51 %)
- ERC: 12 platser (8,67 %)
- IC-V: (Barcelona) 3 platser (2,51 %)

Totalt: 135 platser

## VII:e parlamentet (2003–2006)
| Mandatfördelningen efter valen 2003 respektive 2006. |  | Mandatfördelningen efter valen 2003 respektive 2006. |
| Mandatfördelningen efter valen 2003 respektive 2006. |  |                                                      |

Valet ägde rum 16 november 2003. 5 307 837 var röstberättigade, och 62,54 procent deltog i valet:
- CiU: 46 platser (30,94 %)
- PSC - CpC: 42 platser (31,16 %)
- ERC: 23 platser (16,44 %)
- PPC: 15 platser (11,89 %)
- ICV-EUiA: 9 platser (7,28 %)

Totalt: 135 platser

## VIII:e parlamentet (2006–2010)
Valet ägde rum 1 november 2006. 5 321 274 var röstberättigade, och 56,04 procent deltog i valet:
- CiU: 48 platser (31,52 %)
- PSC - CpC: 37 platser (26,82 %)
- ERC: 21 platser (14,03 %)
- PPC: 14 platser (10,65 %)
- ICV-EUiA: 12 platser (9,52 %)
- C's: 3 platser (3,03 %)

Totalt: 135 platser

## IX:e parlamentet (2010–2012)
| 2010–2012                                                                               |                                |
| --------------------------------------------------------------------------------------- | ------------------------------ |
| \| - ICV-EUiA (10) - ERC (10) - PSC (28) - C's (3) \| - SI (4) - CiU (62) - PPC (18) \| |                                |
| - ICV-EUiA (10) - ERC (10) - PSC (28) - C's (3)                                         | - SI (4) - CiU (62) - PPC (18) |

Valet ägde rum 28 november 2010. 5 363 688 var röstberättigade, och 58,78 procent deltog i valet:
- CiU: 62 platser (38,43 %)
- PSC: 28 platser (18,38 %)
- PPC: 18 platser (12,37 %)
- ICV-EUiA: 10 platser (7,37 %)
- ERC: 10 platser (7,00 %)
- SI: 4 platser (3,29 %)
- C's: 3 platser (3,39 %)

Totalt: 135 platser

## X:e parlamentet (2012-2015)
| 2012–2015                                                                                      |                                 |
| ---------------------------------------------------------------------------------------------- | ------------------------------- |
| \| - CUP (3) - ICV-EUiA (13) - ERC-CatSí (21) - PSC (20) \| - C's (9) - CiU (50) - PPC (19) \| |                                 |
| - CUP (3) - ICV-EUiA (13) - ERC-CatSí (21) - PSC (20)                                          | - C's (9) - CiU (50) - PPC (19) |

Valet ägde rum 25 november 2012. 5 257 252 var röstberättigade, och 67,76 procent deltog i valet:
- CiU: 50 platser (30,70 %)
- ERC: 21 platser (13,70 %)
- PSC: 20 platser (14,43 %)
- PPC: 19 platser (12,97 %)
- ICV-EUiA: 13 platser (9,89 %)
- C's: 9 platser (7,56 %)
- CUP: 3 platser (3,47 %)

Totalt: 135 platser

## XI:e parlamentet (2015–2017)
| 2015–2017                                                                    |                                  |
| ---------------------------------------------------------------------------- | -------------------------------- |
| \| - CUP (10) - JxSí (62) - CSQP (11) \| - PSC (16) - C's (25) - PPC (11) \| |                                  |
| - CUP (10) - JxSí (62) - CSQP (11)                                           | - PSC (16) - C's (25) - PPC (11) |

Valet till parlamentet ägde rum 27 september 2015. Av 5 510 853 röstberättigade deltog 74,95 procent i valet:
- JxSí: 62 platser (39,59 %) [61 platser efter att Germà Gordó 6 juni 2017 blev politisk vilde.][4]
  - CDC: 28 platser
  - ERC: 20 platser
  - oberoende: 11 platser
  - DC: 1 plats
  - MES: 1 plats
- C's: 25 platser (17,90 %)
- PSC: 16 platser (12,72 %)
- CSQP: 11 platser (8,94 %)
- PPC: 11 platser (8,49  %)
- CUP: 10 platser (8,21 %)

Totalt: 135 platser

## XII:e parlamentet (2017–)
| 2017–                                                                                          |                                 |
| ---------------------------------------------------------------------------------------------- | ------------------------------- |
| \| - CUP (4) - ERC-CatSí (32) - JxCat (34) - CatComú (8) \| - PSC (17) - C's (36) - PPC (4) \| |                                 |
| - CUP (4) - ERC-CatSí (32) - JxCat (34) - CatComú (8)                                          | - PSC (17) - C's (36) - PPC (4) |

Valet till parlamentet ägde rum 21 december 2017. Detta var nyval, utlysta av Spaniens regering efter utropandet av Republiken Katalonien och den samtidiga upplösningen av parlamentet ett par månader tidigare. Av 5 314 736 röstberättigade hade 81,94 procent (rekord) avlagt sin röst när vallokalerna stängde klockan 20:00. När omräknade röster och poströster sammanställts nåddes nedanstående mandatfördelning. Den slutliga röstsammanräkningen justerade också den totala röstandelen till 79,04 procent av sammanlagda antalet röstberättigade (lägre än vid det spanska parlamentsvalet 1982).
- C's: 36 platser
- JxCat (PDECat): 34 platser
- ERC: 32 platser
- PSC: 17 platser
- CatComú: 8 platser
- CUP: 4 platser
- PPC: 4 platser

Totalt: 135 platser

## XIII:e parlamentet (2021–)
| 2021–                                                                                              |                                             |
| -------------------------------------------------------------------------------------------------- | ------------------------------------------- |
| \| - CUP (9) - ECP-PEC (8) - ERC (33) - PSC (33) \| - Junts (32) - C's (6) - PPC (3) - Vox (11) \| |                                             |
| - CUP (9) - ECP-PEC (8) - ERC (33) - PSC (33)                                                      | - Junts (32) - C's (6) - PPC (3) - Vox (11) |

Valet till parlamentet ägde rum 14 februari 2021. Detta var ett nyval, utlyst efter att stödpartiet CUP vägrat att godkänna regionregeringens budget för 2020. Genomförandet försenades på grund 2020 års coronaviruspandemi och efter att regionpresident Quim Torra hösten 2020 tvingats lämna sin post. PSC och ERC delade platsen som största parti, med 33 mandat vardera. Junts per Catalunya var nästan lika stort, medan tidigare koalitionspartnern PDECat hamnade utanför parlamentet. Både Cs och PPC gjorde dåliga val och förlorade röster till högerextremisterna i Vox, som för första gången tog mandat i Katalonien. De separatistiska partierna nådde över 51 procent i antal röster, i ett pandemidrabbat val där endast 53,54 procent av väljarkåren deltog.
- PSC: 33 platser
- ERC: 33 platser
- JxCat: 32 platser
- Vox: 11 platser
- CUP: 9 platser
- ECP-PEC: 8 platser
- C's: 6 platser
- PPC: 3 platser

Totalt: 135 platser